# Tony Bird
Anthony Bird, più conosciuto con il diminutivo Tony Bird (Cardiff, 1º settembre 1974) è un ex calciatore gallese, di ruolo attaccante.

## Carriera

### Club
Dopo aver giocato nelle giovanili dei gallesi del Cardiff City, club della sua città natale, esordisce tra i professionisti nella stagione 1992-1993, nella quale gioca anche 2 partite in Coppa delle Coppe ed in cui i Bluebirds vincono la quarta divisione inglese, oltre alla Coppa del Galles. Nel corso della stagione 1993-1994 Bird segna poi anche 2 reti in Coppa delle Coppe (entrambe nella partita di andata del primo turno persa per 5-2 sul campo dei belgi dello Standard Liegi; scende poi in campo senza segnare anche nella partita di ritorno) e gioca nella finale (persa) di Coppa del Galles; milita poi per ulteriori tre stagioni in terza divisione con il Cardiff City, per poi nella seconda parte della stagione 1995-1996 trasferirsi al Barry Town, club militante nella prima divisione gallese, con cui segna 9 gol in 16 partite e vince il campionato. Qui nel corso della stagione 1996-1997 realizza 42 reti in campionato, vincendone il titolo di capocannoniere, oltre ad essere il miglior marcatore di tutte le prime divisioni europee di quella stagione (non vinse però la Scarpa d'oro, andata a Ronaldo, per via dei coefficienti correttivi per i vari campionati usati nel determinarne la classifica a partire proprio da quella stagione); nel corso dell'annata, in cui il club vince sia il campionato che la Coppa del Galles, segna anche un gol in 5 presenze (3 delle quali nei turni preliminari) in Coppa UEFA. Nell'estate del 1997, dopo aver giocato 2 partite nei turni preliminari di Champions League, si trasferisce allo Swansea City, con cui gioca per un biennio nella quarta divisione inglese, prima di trasferirsi in prestito al Merthyr Tydfil, club gallese militante in Southern Football League (sesta divisione inglese). Nell'estate del 2000 passa poi al Kidderminster, con cui rimane per due stagioni consecutive, nelle quali totalizza complessivamente 51 presenze e 3 reti nella quarta divisione inglese e, più in generale, 62 presenze e 12 reti fra tutte le competizioni ufficiali con il club biancorosso.
Tra il 2002 ed il 2005 gioca in Irlanda, nella prima divisione locale: prima trascorre un biennio al St Patrick's, con cui nel 2003 vince la Coppa di Lega irlandese e gioca 3 partite in Intertoto, oltre a segnare in totale 23 reti in campionato, poi gioca 10 partite senza mai segnare con la maglia del Drogheda Utd. Nell'estate del 2005 lascia l'Irlanda e torna in Galles, per due fugaci esperienze con Carmarthen Town e Cardiff Grange Quinns; gioca poi per una stagione in Inghilterra con i semiprofessionisti del Bath City ed infine per una stagione con l'Haverfordwest County, con cui gioca 5 partite nella prima divisione gallese, per poi ritirarsi nel 2007 all'età di 33 anni.

### Nazionale
Ha giocato 8 partite nella nazionale gallese Under-21.

## Palmarès

### Club

#### Competizioni nazionali
- Campionato gallese: 2

Barry Town: 1995-1996, 1996-1997
- Coppa del Galles: 2

Cardiff City: 1992-1993
Barry Town: 1996-1997
- Campionato inglese di quarta divisione: 1

Cardiff City: 1992-1993
- Coppa di Lega irlandese: 1

St Patrick's: 2003

### Individuale
- Capocannoniere del campionato gallese: 1

1996-1997 (42 gol)